# Tadeusz Michejda (architekt)
Tadeusz Michejda (ur. 22 maja 1895 w Olbrachcicach, zm. 18 lutego 1955 w Iwoniczu-Zdroju) – polski architekt modernistyczny tworzący na Górnym Śląsku w okresie międzywojennym, artysta malarz, żołnierz Legionów Polskich, powstaniec śląski, działacz społeczny.

## Życiorys
Był synem Pawła i Ewy z Wałachów; bratem znanych adwokatów Pawła i Władysława.
W 1914 zdał maturę w Gimnazjum Polskim w Cieszynie i zaraz potem jako harcerz wstąpił do Legionów Polskich, w których służył w stopniu sierżanta do lutego 1918 (2. kompania 3 pułku piechoty II Brygady). W trakcie służby brał udział w bitwach pod Pniowem (24 października 1914), pod Banią, Pasieczną, Rafajłową (1915–1916). Następnie został internowany i przymusowo wcielony do armii austro-węgierskiej. Po zakończeniu wojny jesienią 1918 rozpoczął studia w Akademii Górniczej w Leoben, które przerwał, by wziąć udział w walkach z Czechami o Śląsk Cieszyński, podczas których został ranny pod rodzinnymi Olbrachcicami.
W styczniu 1920 rozpoczął studia na Wydziale Architektury Politechniki Lwowskiej, które przerywał dwukrotnie: w związku z przygotowaniami do plebiscytu na Śląsku Cieszyńskim oraz z powodu uczestnictwa w III powstaniu śląskim, w którym był adiutantem dowódcy 11. pułku bytomskiego.
W 1924 uzyskał dyplom i rozpoczął pracę w Urzędzie Wojewódzkim w Katowicach. W 1927 otworzył w tym mieście własną pracownię architektoniczną.
W 1925 zainicjował powstanie Związku Architektów na Śląsku, którego został pierwszym prezesem. W 1930 wprowadził do budownictwa technologię stalowego szkieletu. W latach 1934–1939 prezes oddziału Stowarzyszenia Architektów Rzeczypospolitej Polskiej w Katowicach. Był członkiem Stowarzyszenia Inżynierów i Techników Województwa Śląskiego. Od lat trzydziestych członek i działacz Stronnictwa Demokratycznego. Działalność zawodową prowadził do czasu wybuchu II wojny światowej. W styczniu 1941 został wraz z rodziną wysiedlony przez Niemców przymusowo z Katowic, do których już nigdy nie wrócił. Wojnę spędził w Radomiu, poświęcając się intensywnie malarstwu. Po wojnie z powodu choroby nie wrócił już do pracy zawodowej, nie mógł już również brać udziału w życiu publicznym. Zmarł w Iwoniczu-Zdroju. Został pochowany na cmentarzu ewangelicko-augsburskim w Warszawie (aleja 40, grób 70).

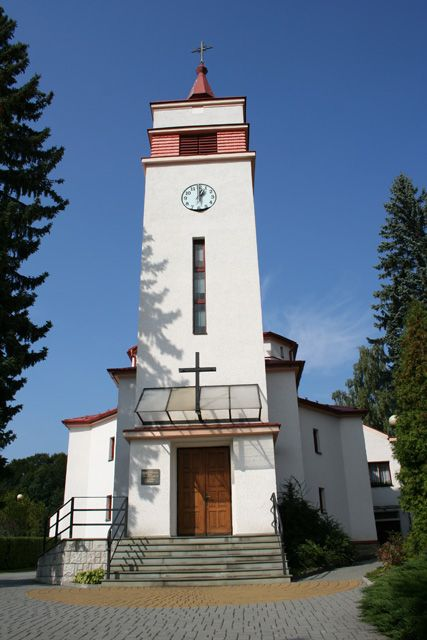
Kościół ewangelicki w Trzanowicach

## Projekty zrealizowane
- szkoła w Dzięgielowie
- szkoła w Iłownicy
- szkoła w Istebnej
- szkoła w Chorzowie-Maciejkowicach wzniesiony w latach 1938–1939[3][4]
- szkoła w Wiśle Głębcach
- szkoła w Zabrzu Pawłowie (1936)
- szkoła w Zabrzu Kończycach (1936)
- willa własna architekta przy ul. Józefa Poniatowskiego 19 w Katowicach (1926)
- budynek administracyjny lotniska w Katowicach Muchowcu (z Lucjanem Sikorskim) (1927)
- willa adw. Władysława Michejdy (brata architekta) przy ul. J. Kilińskiego 50 w Katowicach (1927)
- gmach Syndykatu Polskich Hut Żelaznych przy ul. Józefa Lompy w Katowicach (z Lucjanem Sikorskim) (1928)
- willa wicewojewody Zygmunta Żurawskiego przy ul. J. Kilińskiego 46 w Katowicach (1929)[5][6]
- willa mec. Edmunda Kaźmierczaka (obecnie restauracja) ul. Bratków 4 w Katowicach (1930)
- dom mieszkalny Dyrekcji Okręgowej Kolei Państwowych przy ul. Juliusza Słowackiego 41/43 w Katowicach (1930)
- ratusz w Katowicach-Janowie (obecnie szpital) z 1930 (wzór dla obecnego ratusza w Warszawie Białołęce)
- ratusz w Katowicach-Szopienicach[7]
- pensjonaty w Wiśle
- pensjonaty w Ustroniu
- kościół ewangelicko-augsburski w Istebnej
- kościół ewangelicki w Trzanowicach
- kościół ewangelicki w Studzionce

Podczas służby w Legionach Polskich Tadeusz Michejda dużo malował, były to portrety, pejzaże i obrazy przedstawiające codzienne życie legionistów.

## Upamiętnienie
Rada Miasta Katowice uchwałą nr XVI/304/11 z 30 listopada 2011 nadała ulicy łączącej ul. Macieja Rataja z ul. Feliksa Bocheńskiego nazwę ulica Tadeusza Michejdy; uchwała weszła w życie 3 lutego 2012.